# Makani (Dioundiou)
Makani ist ein Dorf in der Landgemeinde Dioundiou in Niger.

## Geographie
Das von einem traditionellen Ortsvorsteher (chef traditionnel) geleitete Dorf befindet sich rund 18 Kilometer südlich des Hauptorts Dioundiou der gleichnamigen Landgemeinde und des gleichnamigen Departements Dioundiou in der Region Dosso. Zu den Siedlungen in der näheren Umgebung von Makani zählen Angoual Doka I im Nordwesten, Koutoumbou im Süden, Takalafia und Guéza Bissala im Südwesten sowie Guéza Gado im Westen.
Es herrscht das Klima der Sudanzone vor, mit einer durchschnittlichen jährlichen Niederschlagsmenge zwischen 600 und 700 mm.

## Geschichte
Zwei Dorfbrunnen wurden 1989 durch ein gesamtstaatliches Programm zur Wasserversorgung im ländlichen Raum errichtet, das vom niederländischen Ministerium für Entwicklungszusammenarbeit finanziert worden war. Die Schweizer Direktion für Entwicklung und Zusammenarbeit finanzierte 1997 die Markierung von nördlich und südlich von Makani verlaufenden Korridoren für die Viehwanderung.

## Bevölkerung
Bei der Volkszählung 2012 hatte Makani 539 Einwohner, die in 70 Haushalten lebten. Bei der Volkszählung 2001 betrug die Einwohnerzahl 655 in 91 Haushalten und bei der Volkszählung 1988 belief sich die Einwohnerzahl auf 426 in 53 Haushalten.

## Wirtschaft und Infrastruktur
Die Rônierpalmen-Zone von Makani erstreckt sich über eine Fläche von 1836 Hektar. Im Ort wird Saatgut für Augenbohnen produziert. Es gibt eine Schule im Dorf.